# Benton County (Indiana)
Benton County is een county in de Amerikaanse staat Indiana.
De county heeft een landoppervlakte van 1.052 km² en telt 9.421 inwoners (volkstelling 2000). De hoofdplaats is Fowler.